# Hispidicarpomycetaceae
Hispidicarpomycetaceae är en familj av svampar. Hispidicarpomycetaceae ingår i ordningen Lulworthiales, klassen Sordariomycetes, divisionen sporsäcksvampar och riket svampar.
|                        | Lulworthiaceae                      |
|                        |                                     |
| Hispidicarpomycetaceae | \| \| Hispidicarpomyces \| \| \| \| |
|                        | \| \| Hispidicarpomyces \| \| \| \| |
|                        | Spathulosporaceae                   |
|                        |                                     |
|                        | Haloguignardia                      |
|                        |                                     |
|                        | Hispidicarpomyces                   |
|                        |                                     |

|  | Hispidicarpomyces |
|  |                   |